# 下村敦史
下村 敦史（しもむら あつし、1981年7月9日 -）は、日本の小説家・推理作家。京都府生まれ。

## 略歴
1999年に京都府立向陽高等学校II類理数系を自主退学し、同年大学入学資格検定合格。
2006年より9年連続で江戸川乱歩賞に挑戦。2014年、5度目の最終候補となった『闇に香る嘘』（応募時のタイトルは『無縁の常闇に嘘は香る』）で第60回江戸川乱歩賞を受賞し小説家デビュー。選考委員の有栖川有栖は「相対評価ではなく、絶対評価でA」、今野敏は「自信をもって世に出せるものを送り出せた。ぜひ期待してほしい」と語った。

## 文学賞受賞・候補歴
太字が受賞したもの
- 2007年 - 「過去からの殺人」で第10回角川学園小説大賞（ヤングミステリー&ホラー部門）候補。
- 2007年 - 「暗き情熱のアレーナ」で第53回江戸川乱歩賞候補[4]。
- 2008年 - 「贖罪に鳴る鐘――サグラダ・ファミリア」で第54回江戸川乱歩賞候補[5]。
- 2011年 - 「牙を剥く大地」で第57回江戸川乱歩賞候補[6]。
- 2012年 - 「希望の地は、遥か遠く」で第58回江戸川乱歩賞候補[7]。
- 2014年 - 『闇に香る嘘』で第60回江戸川乱歩賞受賞[8]。
- 2015年 - 「死は朝、羽ばたく」で第68回日本推理作家協会賞（短編部門）候補。
- 2019年 - 『黙過』で第21回大藪春彦賞候補。
- 2019年 - 『告白の余白』で第7回京都本大賞候補。
- 2021年 - 『黙過』で第7回徳間文庫大賞を受賞。

## ミステリ・ランキング
- 週刊文春ミステリーベスト10
  - 2014年 - 『闇に香る嘘』2位
  - 2020年 - 『同姓同名』13位

- このミステリーがすごい!
  - 2015年 - 『闇に香る嘘』3位
  - 2016年 - 『生還者』15位
  - 2019年 - 『黙過』32位

- 本格ミステリ・ベスト10
  - 2015年 - 『闇に香る嘘』17位
  - 2020年 - 『絶声』25位
  - 2021年 - 『同姓同名』25位

- ミステリが読みたい!
  - 2015年 - 『闇に香る嘘』11位

## 作品リスト

### 単著
- 闇に香る嘘（2014年8月 講談社 / 2016年8月 講談社文庫）
- 叛徒（2015年1月 講談社 / 2018年1月 講談社文庫）
- 生還者（2015年7月 講談社 / 2017年7月 講談社文庫）
- 真実の檻（2016年3月 KADOKAWA / 2018年5月 角川文庫）
- 難民調査官（2016年5月 光文社）
  - 【改題】フェイク・ボーダー 難民調査官（2019年7月 光文社文庫）
- 失踪者（2016年9月 講談社 / 2018年9月 講談社文庫）
- 告白の余白（2016年11月 幻冬舎 / 2018年12月 幻冬舎文庫）
- サイレント・マイノリティ 難民調査官（2017年4月 光文社 / 2019年8月 光文社文庫） - 『フェイク・ボーダー 難民調査官』の続編
- 緑の窓口 〜樹木トラブル解決します〜（2017年8月 講談社 / 2020年4月 講談社文庫）
- サハラの薔薇（2017年12月 KADOKAWA / 2019年12月 角川文庫）
- 黙過（2018年4月 徳間書店 / 2020年9月 徳間文庫）
- 悲願花（2018年12月 小学館 / 2021年3月 小学館文庫）
- 刑事の慟哭（2019年5月 双葉社 / 2021年7月 双葉文庫）
- 絶声（2019年8月 集英社 / 2021年10月 集英社文庫）
- コープス・ハント（2020年1月 KADOKAWA / 2022年2月 角川文庫）
- 法の雨（2020年4月 徳間書店 / 2023年7月 徳間文庫）
- 同姓同名（2020年9月 幻冬舎 / 2022年9月 幻冬舎文庫）
- ヴィクトリアン・ホテル（2021年2月 実業之日本社 / 2023年2月 実業之日本社文庫）
- 白医（2021年5月 講談社/ 2024年4月 講談社文庫）
- アルテミスの涙（2021年9月 小学館/ 2023年11月 小学館文庫）
- 情熱の砂を踏む女（2022年4月 徳間書店）
- ロスト・スピーシーズ（2022年8月 KADOKAWA）
- 逆転正義（2023年8月 幻冬舎）
- そして誰かがいなくなる（2024年2月 中央公論新社）

### 雑誌掲載短編
- 死は朝、羽ばたく（講談社『小説現代』2014年9月号）
- 無実の証明（KADOKAWA『小説 野性時代』2015年4月号）
- 見えざる悪意（KADOKAWA『小説 野性時代』2015年6月号）
- 司法の檻（KADOKAWA『小説 野性時代』2015年7月号）
- 沈黙の時（KADOKAWA『小説 野性時代』2015年8月号）
- 毀れた救済（KADOKAWA『小説 野性時代』2015年9月号）
- 選ばれた命（講談社『小説現代』2015年9月号）
- 光差す海へ（連作）（KADOKAWA『小説 野性時代』2015年10月号・11月号）
- 狙われた記憶（講談社『小説現代』2018年9月号）

### アンソロジー
「」内が下村敦史の作品
- ザ・ベストミステリーズ 2015 推理小説年鑑（2015年5月 講談社）「死は朝、羽ばたく」
  - 【分冊・改題】Acrobatic 物語の曲芸師たち ミステリー傑作選（2018年10月 講談社文庫）
- ベスト本格ミステリ 2015（2015年6月 講談社ノベルス）「死は朝、羽ばたく」
  - 【再編集・改題】ベスト本格ミステリ TOP5 短編傑作選001（2018年12月 講談社文庫）
- アイアムアヒーロー THE NOVEL（2016年4月 小学館 / 2017年3月 小学館文庫）「一筋の希望」
- 1968 三億円事件（2018年12月 幻冬舎文庫）「楽しい人生」
- 超短編！ 大どんでん返し（2021年2月 小学館文庫）「人を憎んで罪を憎まず」
- 短編ホテル（2021年9月 集英社文庫）「聖夜に」
- 警官の道（2021年12月 KADOKAWA）「見えない刃」